# Katarzyna Żukrowska
Katarzyna Ida Żukrowska (ur. 12 kwietnia 1949 we Wrocławiu) – polska ekonomistka i politolog, specjalista od międzynarodowych stosunków gospodarczych i politycznych, profesor nauk ekonomicznych.

## Życiorys
Uzyskała tytuł zawodowy magistra ekonomii w 1973 r. w Szkole Głównej Planowania i Statystyki, stopień naukowy doktora w 1984 tamże, przyznała go Rada Wydziału Handlu Zagranicznego. Dysertację habilitacyjną na temat Broń na sprzedaż. Kompleks militarno-przemysłowy a zbrojenia obroniła w 1989, stopień doktora habilitowanego nauk humanistycznych w zakresie nauk o polityce, specjalność: nauki o polityce nadał Polski Instytut Spraw Międzynarodowych. Tytuł naukowy profesora otrzymała w 1998 r. Zatrudniona od 1996 w Szkole Głównej Handlowej, w Kolegium Ekonomiczno-Społecznym. Jest dyrektorem Instytutu Studiów Międzynarodowych na SGH, w ramach którego kieruje Zakładem Bezpieczeństwa Międzynarodowego.
W latach 2005–2008 dziekan Kolegium Ekonomiczno-Społecznego SGH. Wcześniej przez dwie kadencje pełniła funkcję prodziekana Kolegium. W latach 2000–2013 kierowała Katedrą Bezpieczeństwa Międzynarodowego, która została przekształcona w Zakład Bezpieczeństwa Międzynarodowego. Współpracuje z CES UJ, Wydziałem Nauk Politycznych i Studiów Międzynarodowych UW, Uniwersytetem Ekonomicznym we Wrocławiu i Uniwersytetem Ekonomicznym w Krakowie. Pracownik naukowy PISM w latach 1977–1993; Instytutu Rozwoju i Studiów Strategicznych w latach 1993–2000. W 1987-1988 senior fellow w nowojorskim instytucie East-West Security Studies (obecnie East West Studies). Pierwsza stypendystka NATO z krajów Europy Środkowej i Wschodniej po otwarciu organizacji na Wschód Europy. Koordynator ze strony polskiej badań prowadzonych w ramach Programów Ramowych V i VI (Ezoneplus, Go-EuroMed i EuroModel).
Autorka ponad 530 publikacji wydanych w języku polskim, angielskim, rosyjskim, niemieckim i francuskim, z czego 30 na liście filadelfijskiej. Najważniejsze nurty w jej badaniach naukowych obejmują: aspekty gospodarcze zbrojeń i rozbrojenia, problematykę rozwojową, międzynarodowe aspekty transformacji systemowej, związki między polityką a gospodarką i integracja europejska, problematyka konwergencji i finansowania rozwoju, budżet ogólny Unii Europejskiej i integracja walutowa UE, konkurencyjność, innowacyjność gospodarki oraz umowy transregionalne o wolnym handlu (TTIP, CETA, TPP).
Współpracowała jako ekspert z NATO, OECD, Komisją Europejską i ONZ. Członek Polskiego Towarzystwa Ekonomicznego, Polskiego Towarzystwa Studiów Międzynarodowych (wiceprzewodnicząca zarządu), Polskiego Towarzystwa Współpracy z Klubem Rzymskim, doradca ds. nauki w Komisji Europejskiej przy komisarzu J. Potočnik w latach 2006–2008.
Córka pisarza Wojciecha Żukrowskiego.

## Ważniejsze publikacje książkowe
- In Pursuit to Europe. Transformations of post-communist states 1989-1994. ed. B. Góralczyk, W. Kostecki, K. Żukrowska, Institute of Political Studies. Polish Academy of Sciences, Warsaw 1995, s. 158;
- Transformations in Post-Communist States, ed. W. Kostecki, K. Żukrowska, B. Góralczyk, McMillan, London 2000, s. 309;
- K. Żukrowska, R. Orsi, V. Lavrac (red.), Fiscal, monetary and exchange rate issues of the Eurozone enlargement. A report, Warszawa 2004, s. 139;
- J. Ziemiecki, K. Żukrowska, Konkurencja a transformacja w Polsce. Wybrane aspekty polityki gospodarczej. SGH, Warszawa 2004, s. 197;
- K. Żukrowska, D. Sobczak (red. naukowa), Rozszerzenie strefy euro na wschód, Instytut Wiedzy Warszawa 2004, s. 539;
- K. Żukrowska, A. Konarzewska, External Relations of the European Union – Determinants, Casual Links, Areas, Instytut Wiedzy, Warszawa 2004, s. 210;
- K. Żukrowska, Hans-Dieter Jacobsen (red.), Policy Advice in the Process of Eurozone enlargement: markets and policies. A Report, 2004, s. 126;
- K. Żukrowska, J. Stryjek (red.), Polska w UE, 2004, s. 444;
- K. Żukrowska (red.), Europe and Complex Security Issues, Warszawa 2005, s. 352;
- K. Żukrowska, D. Sobczak (ed.), Uwarunkowania rozszerzenia strefy euro na Wschód, Warszawa 2005, s. 604;
- K. Żukrowska, M. Grącik (red), Bezpieczeństwo międzynarodowe. Teoria i praktyka, SGH, Warszawa 2006, s. 341;
- K. Żukrowska (red.), Unia Europejska i Stany Zjednoczone wobec wyzwań globalizacji, SGH, Warszawa 2006, s. 190;
- K. Żukrowska (red.), Rola instytucjonalizacji w kształtowaniu stosunków międzynarodowych, SGH, Warszawa 2006, s. 148;
- K. Żukrowska (red.), Integracja europejska – nowe bariery czy trwały kryzys? Warszawa 2006, s. 638;
- K. Żukrowska (red.), Procesy integracyjne i dezintegracyjne w gospodarce światowej, SGH, Warszawa 2007, s. 263;
- K. Żukrowska (red.), Co dzieli, co integruje Wspólnotę Europejską?, SGH, Warszawa 2007 s. 477;
- K. Żukrowska (red.), Otwarta koordynacja w stosunkach międzynarodowych, SGH, Warszawa 2007, s. 243;
- K. Żukrowska (red.), Zróżnicowanie rozwoju jako impuls prowzrostowy w gospodarce światowej, SGH, Warszawa 2008, s. 215;
- K. Żukrowska (red.), Nauki ekonomiczno-społeczne i rozwój, SGH, Warszawa 2008, s. 683;
- K. Żukrowska (ed.), Euro-Mediterranean Partnership, WSE, Warsaw 2009, p. 243;
- K. Żukrowska, Budżet ogólny Unii Europejskiej, Wydawnictwo Akademickie i Profesjonalne, Warszawa 2009, s. 380;
- K. Żukrowska (red.), Fair trade w globalizującej się gospodarce, SGH, Warszawa 2010, s. 200;
- K. Żukrowska (red.), Transformacja systemowa w Polsce, SGH, Warszawa 2010, s. 850;
- K. Żukrowska (edition), Transformation in Poland and in the Southern Mediterranean. Sharing Experiences, POLTAX, Warsaw 2010, s. 246;
- K. Żukrowska (red.), Bezpieczeństwo międzynarodowe. Przegląd aktualnego stanu, IUSatTAX, Warszawa 2011, s. 463;
- K. Żukrowska (red.), Harnessing globalization, czyli ujarzmianie globalizacji jako motor na rzecz rozwoju, Oficyna Wydawnicza SGH, Warszawa 2012, s. 181;
- K. Raczkowski, K. Żukrowska, M. Żuber (red.), Interdyscyplinarność nauk o bezpieczeństwie. Paradygmat. Wiedza. Demarkacja. Difin 2013, s. 285;
- K. Żukrowska (red.), Kryzys gospodarczy 2008+ test dla stosowanej polityki. Metody przeciwdziałania i ich skuteczność, SGH, Warszawa 2013, s. 662;
- K. Żukrowska (red.), Otwarcie Konkurencyjność Wzrost, SGH, Warszawa 2016, s. 231;
- J. Szlachta, Małgorzata Zaleska, K. Żukrowska, R. Towalski (red.), Społeczny kontekst ekonomii, SGH, Warszawa 2017, s. 326. ISBN 978-83-8030-184-9.